# Slaget vid Lappfjärd
Slaget vid Lappfjärd var ett slag under finska kriget 1808–1809. Slaget stod mellan svenska och ryska styrkor den 29 augusti 1808 vid Lappfjärd. Runt 4000 svenskar ledda av generalmajor Ernst von Vegesack besegrade då omkring 1600 ryssar under överste Bibikov.